# チェンマイ国際空港
チェンマイ国際空港（チェンマイこくさいくうこう、タイ語 : ท่าอากาศยานนานาชาติเชียงใหม่、英語 : Chiang Mai International Airport）は、タイ北部のチェンマイ県ムアンチエンマイ郡にある国際空港である。

## 歴史
1934年にステープ空港として運営を開始した。第二次世界大戦までは、主に郵便配達サービスに使用されていまた。戦時中、占領軍の日本軍によって使用されたため、イギリスとアメリカの空軍によって攻撃された。戦後の1947年、タイ航空の設立とともに1947年に旅客便の発着が開始された。
2014年に大規模な更新工事を行い、大型飛行機のエプロンの拡張、稼働時間の延長、国際線到着ホールと国内線出発ホールの拡大が行われた。
2008年に抗議運動によりスワンナプーム空港が一時的に閉鎖された結果、チャイナエアラインの台北-ヨーロッパ間、およびスイスインターナショナルエアラインのシンガポール-チューリッヒ便の代替中継地として使用された。2011年1月24日、同空港はタイ・エアアジアの第2のハブ空港となった。

## 就航航空会社と就航都市
2020年以降、新型コロナウイルス感染症の影響により、多くの定期便が運休、減便、経路変更となっている。
| 航空会社                   | 就航地 |
| -------------------------- | --- |
| タイ国際航空               | バンコク/スワンナプーム |
| タイ・エアアジア           | バンコク/ドンムアン、バンコク/スワンナプーム、コーンケーン、ホアヒン、スラートターニー、プーケット、クラビー、ハートヤイ シンガポール、ハノイ、ダナン、北京大興、杭州、長沙、香港、マカオ、台北/桃園、札幌/新千歳(台北/桃園経由)(2025年6月15日より運航開始予定) |
| ノックエア                 | バンコク/ドンムアン、ウドーンターニー、ウボンラーチャターニー |
| タイ・ベトジェットエア     | バンコク/スワンナプーム、プーケット、大阪/関西 |
| タイ・ライオンエア         | バンコク/ドンムアン、ウタパオ |
| バンコク・エアウェイズ     | バンコク/スワンナプーム、プーケット、クラビー、サムイ島 |
| エアアジア                 | クアラルンプール |
| 中国国際航空               | 北京首都 |
| 中国東方航空               | 上海浦東、昆明 |
| 中国南方航空               | 広州、深圳(2025年8月22日より運航開始予定) |
| 瑞麗航空                   | シーサンパンナ |
| 四川航空                   | 重慶、成都双流、西安 |
| 春秋航空                   | 上海浦東 |
| エバー航空                 | 台北/桃園 |
| チャイナエアライン         | 台北/桃園 |
| 香港エクスプレス航空       | 香港 |
| 大韓航空                   | ソウル/仁川 |
| アシアナ航空               | ソウル/仁川 |
| ラオス航空                 | ルアンパバーン |
| ミャンマー・ナショナル航空 | ヤンゴン |
| スクート                   | シンガポール |
| ベトジェットエア           | ホーチミン |
| ジンエアー                 | ソウル/仁川 |
| チェジュ航空               | ソウル/仁川 |
| イースター航空             | ソウル/仁川 |

2025年7月現在

## 市内までのアクセス
チェンマイの市街地より南西に約10kmの場所にあるため、エアポートタクシーで約15分と空港アクセスは良い。
- エアポート・タクシー（160バーツ）
- メーター・タクシー （メーター料金＋50バーツ）
- 空港シャトルバス[6]
- バス（15バーツ）- R3, R4 （旧市街、チェンマイ・アーケード方面）[7]